# Eibsee
Az Eibsee, németül Eibsee, Németország legmagasabb hegycsúcsa, a Zugspitze lábánál fekvő tó. 9 km-re található Garmisch-Partenkirchen-től Grainau-nál, a tó magántulajdonban van.

## Fekvése
Zugspitze lábánál található Felső-Bajoroszág legtisztább tava, a helyenként 35 méter mély, melyben nyolc kisebb sziget található. Megközelíthető Garmisch-Partenkirchenből, a 23-as főúton a városból kifelé vezető úton nyugat felé, majd balra letérve Grainau felé vezető úton. 

## Története
Nevét az egykor partjain nagy számban növő tiszafáról kapta, ma már csak nyomokban lehet látni egy-két példányt a környéken. Az 1,8 km² felületű tó 3700 évvel ezelőtt keletkezett, mikor egy óriási hegyomlás, a Zugspitzéről leszakadó 400 millió köbméter szikla zuhant a Loisach völgyébe, számos krátertó alakult ekkor ki, a legnagyobb közülük az Eibsee. A tóban található nyolc sziget mindegyike egy-egy nagyobb darab szikla az egykori omlásból.
A tó magánkézben van, 1884-ben egy aukción vette meg 10 000 márkáért August Terne, az egykor csak néhány halász előtt ismert tavat. Az új tulajdonos jó érzékkel nyitott az akkoriban fellendülő turizmus felé, 1900-ban épített egy vendégházat a tó partján, ahol a helyben fogott hal is felkerült az étlapra. Fiai 1913-ban már szállodát építettek, melyet az 1920-as évek elején bővítettek ki, ez a mostani Eibsee Hotel, mely azóta is a család leszármazottainak tulajdonában van. 1941-ben a Luftwaffe költözött be a hotelba, majd 1945-től az amerikai hadsereg használta rekreációs céllal. 1972-ben került vissza a Terne családhoz, akik pár év múlva a most is látható formájára alakították át a szállodát.

## Galéria

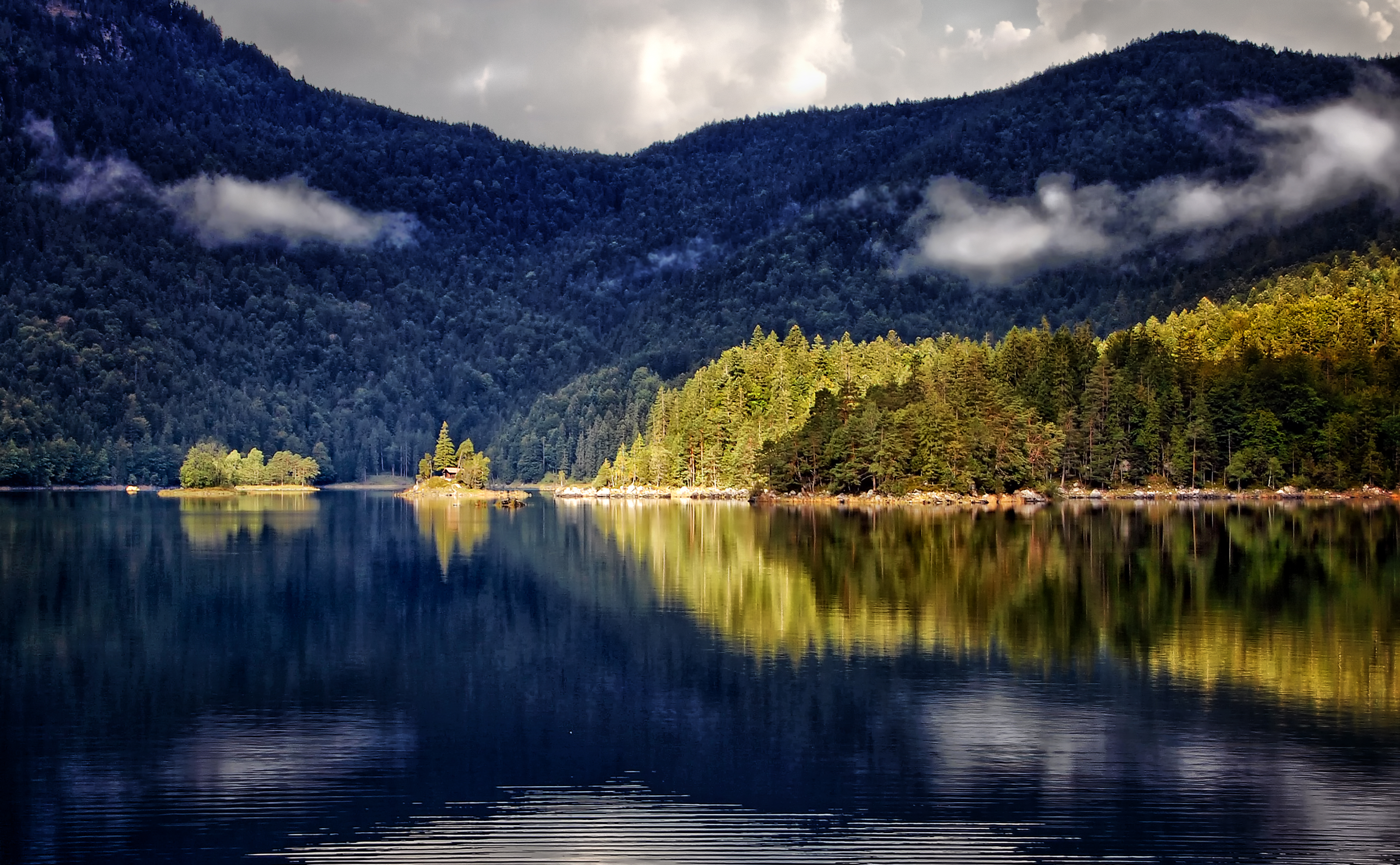
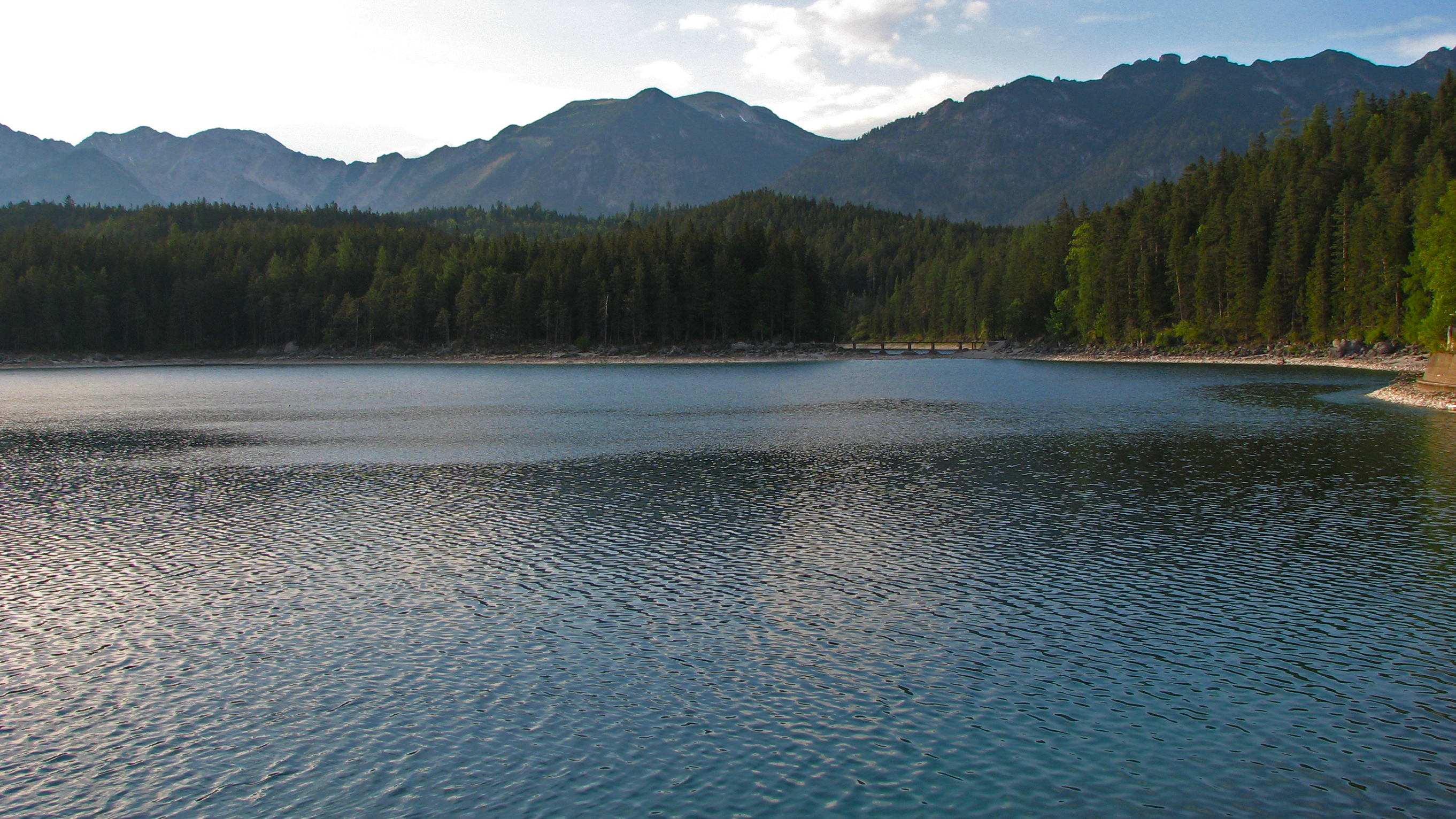
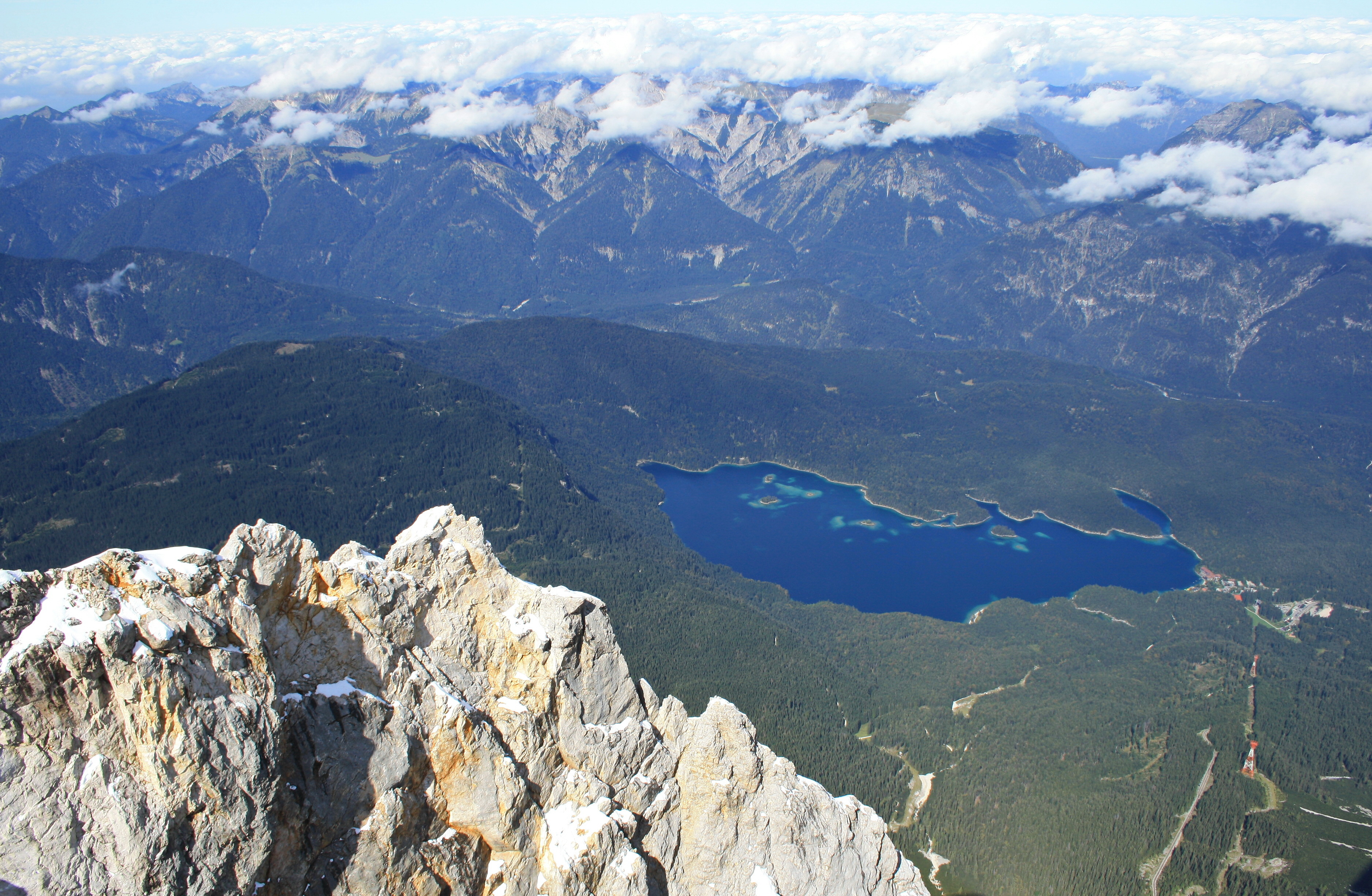
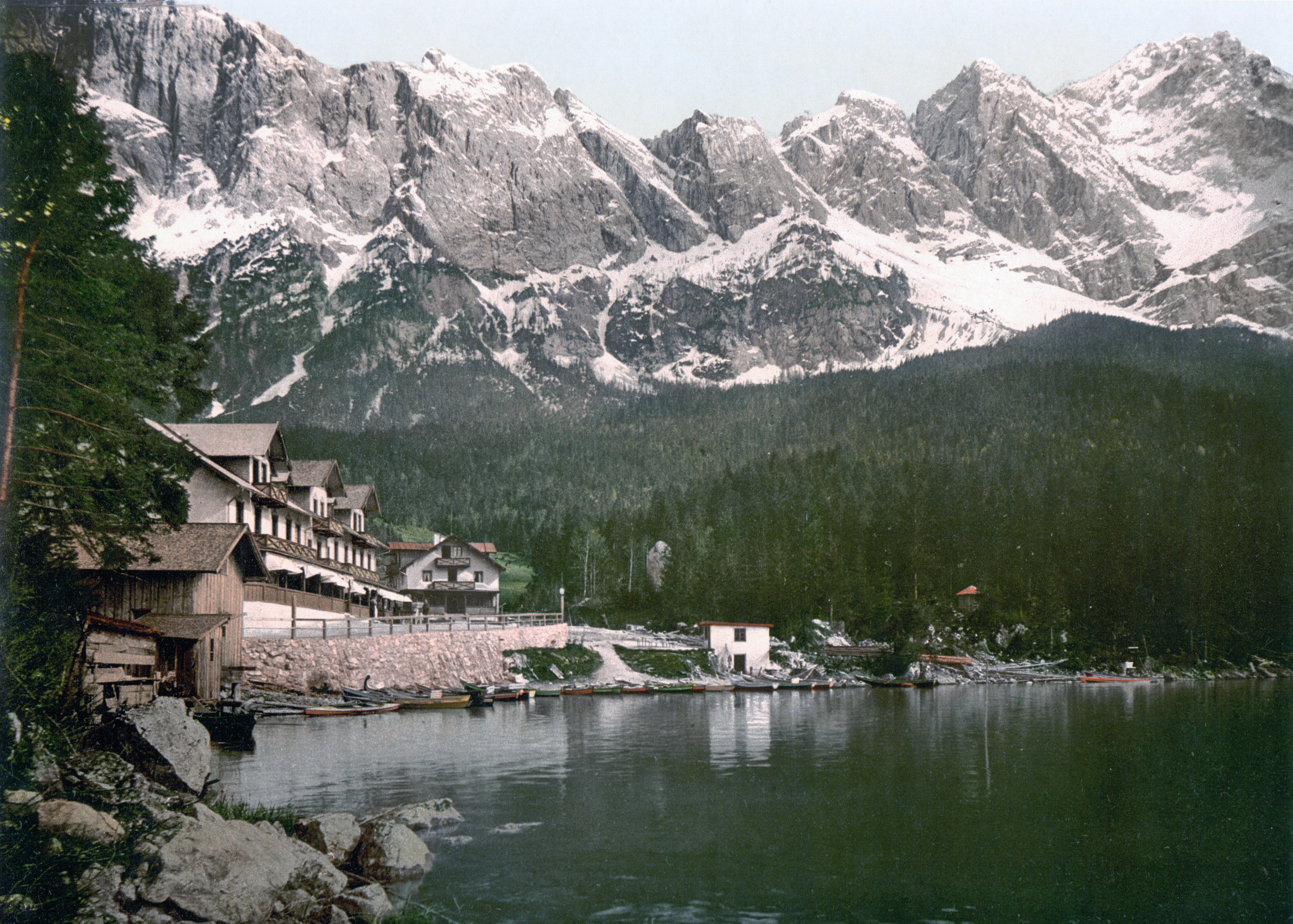
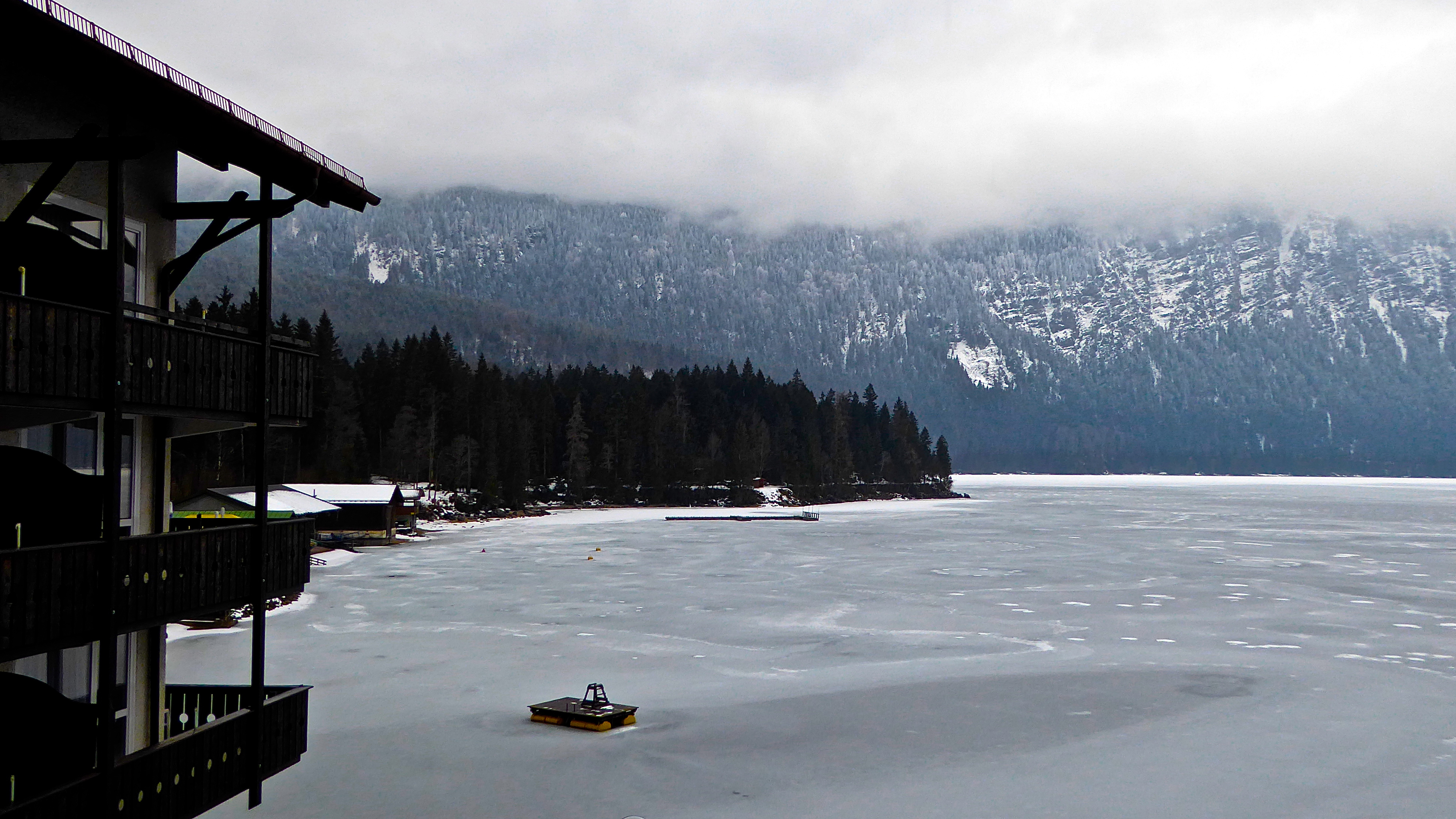
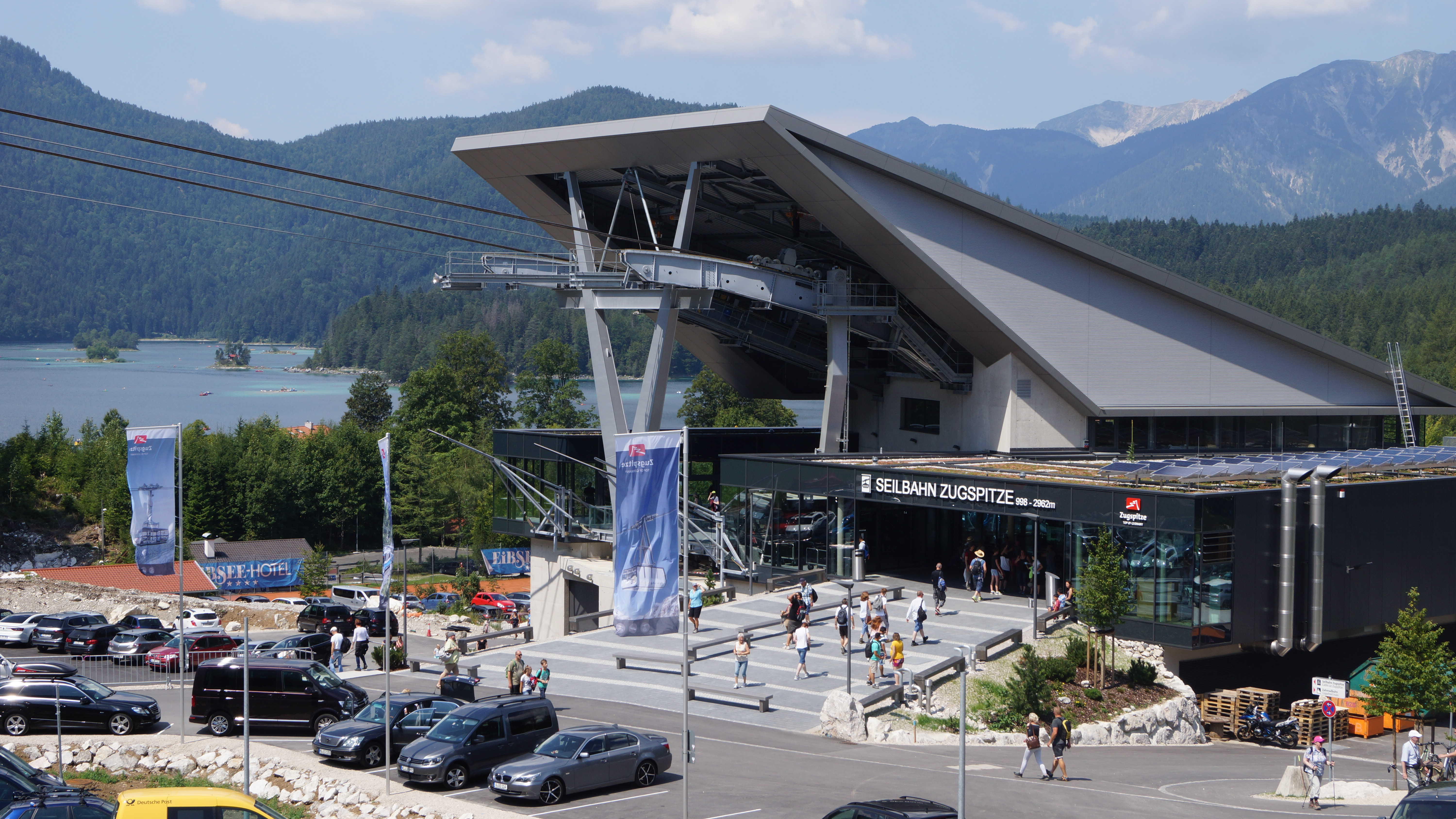
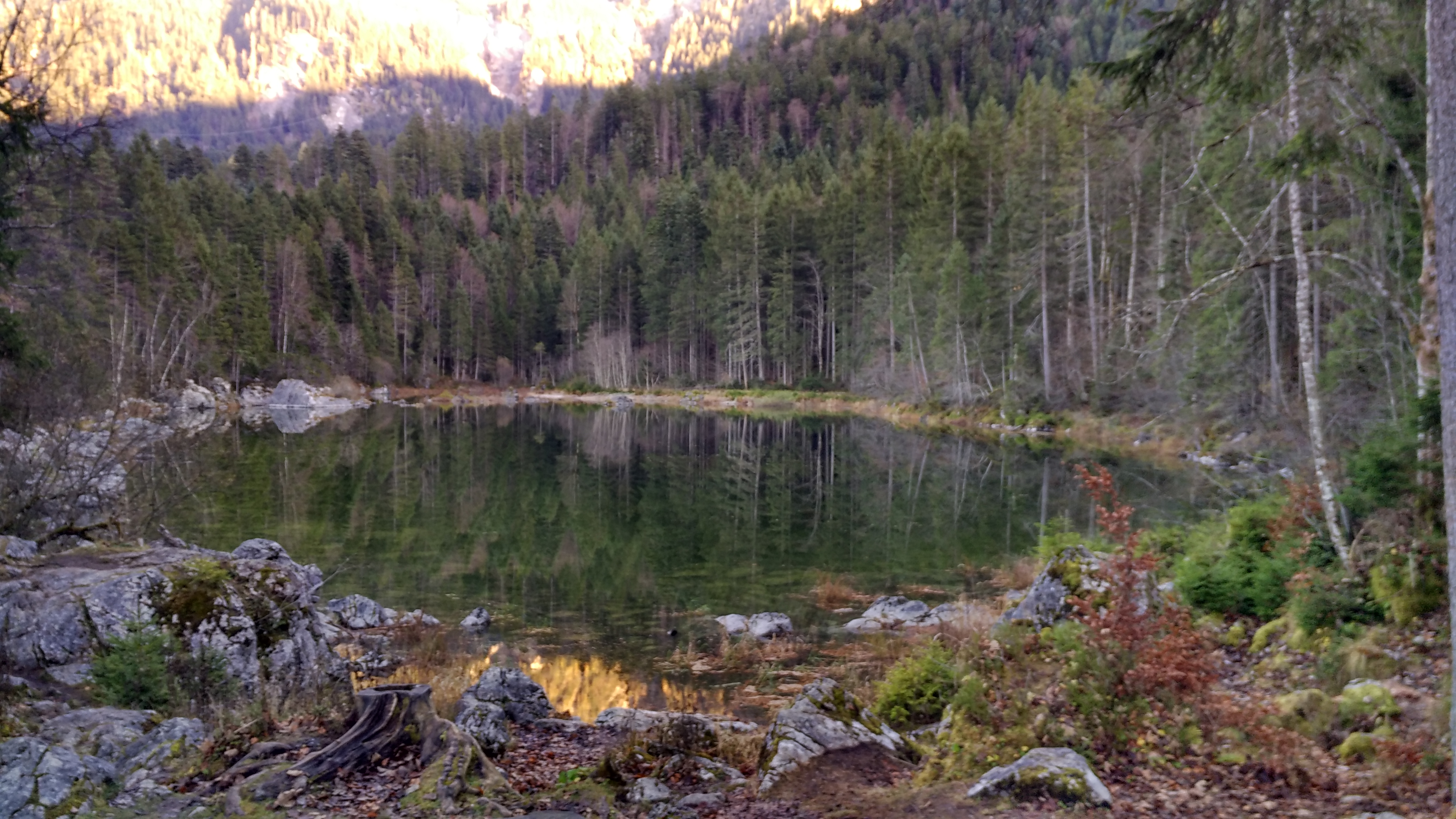